# Chaponost
Chaponost| é uma comuna francesa na região administrativa de Auvérnia-Ródano-Alpes, no departamento de Ródano. Estende-se por uma área de 16,32 km². Em 2010 a comuna tinha 8 962 habitantes (densidade: 549,1 hab./km²).

## Cidades-irmãs
- Lesignano de' Bagni, Itália (2008)